# Gerard Hadders
Gerard Hadders (Rotterdam, 30 augustus 1954) is een Nederlands grafisch vormgever. Hij woont en werkt in Rotterdam.
Hadders maakte na zijn studies fotografie en grafische vormgeving naam in het destijds toonaangevende ontwerperscollectief Hard Werken, waarvan hij in 1979 mede-oprichter was. Onder deze vlag werkte hij onder andere voor het Kunstmuseum Wolfsburg, het International Film Festival Rotterdam en diverse uitgeverijen.
Later maakte hij de Huwelijkszegel ter gelegenheid van het huwelijk van Prins Willem Alexander en Prinses Máxima, leverde hij een grote bijdrage aan de visuele communicatie van TPG Post en heeft hij samen met ruimtelijk ontwerper Edith Gruson, het project Rotterdam Viert De Stad afgerond in 2016. Een van de belangrijkste kenmerken in zijn werk is een eigenzinnige aanpak, wars van gangbare regels en een grote mate van expressie. Ook komt in diverse werken zijn voorliefde voor typografie naar voren.
Naast zijn werk was Hadders docent aan de Academie voor Kunst en vormgeving St-Joost (onderdeel van de Avans Hogeschool) in Breda.
Hadders is getrouwd en heeft een zoon.